# Genfo

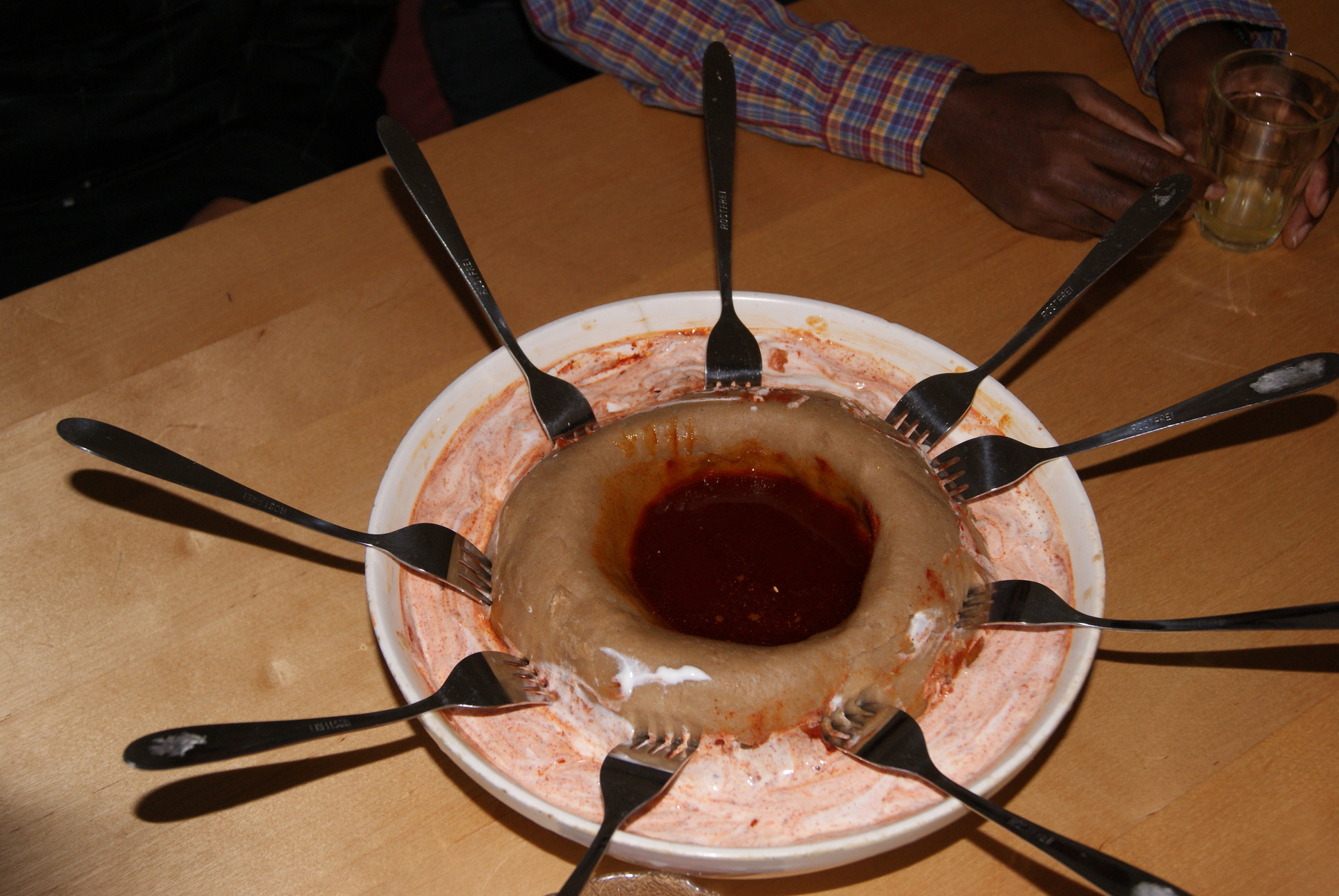
Un plat de genfo

Le genfo (ou ga'at en tigrigna) est une substance dure semblable à un porridge qui est transformé en une pâte, trempée dans un mélange de beurre et de poivrons rouges, ou de légumineuses telles que le tournesol, les graines, les noix et le lin.

## Nom
Le plat est aussi appelé ga'at ou encore akelet.

## Fabrication
Le genfo est fabriqué avec de l'orge ou de la farine de blé.

## Consommation
Ce plat est caractéristique de la cuisine éthiopienne. On le trouve également en Érythrée.
Il est consommé au petit-déjeuner.